# 2717 Tellervo
2717 Tellervo è un asteroide della fascia principale. Scoperto nel 1940, presenta un'orbita caratterizzata da un semiasse maggiore pari a 2,2143774 au e da un'eccentricità di 0,2181937, inclinata di 3,28554° rispetto all'eclittica.
L'asteroide è dedicato all'omonima fata della mitologia finlandese.